# Смит, Эдвин (металлург)
Эдвин Смит (англ. Edwin Smith; 28 июля 1931, Стейвли, Англия – 4 июля 2010, Манчестер, Англия) – британский исследователь, инженер-материаловед и консультант. Наиболее известен благодаря исследованию непрерывных дислокаций деформированных кристаллов, а также применению знаний в этой области для понимания условий, приводящих к пластическому течению и разрушению металлов.

## Биография

### Ранние годы
Эдвин Смит родился 28 июля 1931 года в шахтерской деревне Стейвли в Дербишире, в семье Альберта Эдвина и Сары Энн Смит. Его отец первоначально был шахтером, но позже стал штатным горноспасателем, занимаясь спасательными работами при бедствиях в Маркхэме (1938 год) и Крессвелле (1951 год).
После начального обучения в Илкестоне и Честерфилде Эдвин Смит поступил в Честерфилдскую гимназию в 1941 году, где проучился 8 лет. В последний год обучения получил государственную стипендию.
В школе Смит был силен в математике, но хотел стать шахтером, как и его отец. Однако, по настоянию отца и школы поступил в университет Ноттингема на курс по математике в октябре 1949 года. Он признавал, что мало занимался в первый год, но очень хорошо сдал экзамены в конце года. Осознание того, каких результатов он может достичь, если будет больше работать, полностью изменило его отношение к будущей карьере. В результате он получил высшее образование, специализируясь на статистике и гидродинамике. Впоследствии был удостоен стипендии Департамента научных и промышленных исследований, что позволило ему получить докторскую степень. Однако декан факультета в Университете Ноттингема считал, что Смит не подходит для математических исследований, и посоветовал ему искать возможности в более прикладном направлении, «где исследования будут проще».

### Ранние исследования и докторская степень
Последовав совету, Смит стал аспирантом на металлургическом факультете в университете Честерфилда в период с октября 1952 года по сентябрь 1955 года. Из-за смены дисциплины первые шесть месяцев посещал лекции не только для аспирантов, но и для студентов, а также много читал о металлургии. Затем под руководством Б. А. Билби начал исследования для получения докторской степени. Теоретическая работа была посвящена развитию теории непрерывных дислокаций в деформированных кристаллах, теме, в которую Смит внес значительный вклад, став ведущим специалистом. Важным достижением было решение задачи следования постоянному кристаллографическому направлению через вращающуюся решетку. Он проанализировал частный случай общей теории распределения непрерывных дислокаций для того, чтобы предсказать формы плоскостей скольжения в изогнутых кристаллах цинка. Экспериментальная же работа включала исследования влияния меди на торсионное деформационное поведение монокристаллов цинка. Результаты экспериментов согласуются с предсказаниями теоретического анализа, что подтверждает правильность теории.
Время, проведенное в Шеффилде, Смит считал потрясающим, поскольку он был вовлечен в быстрое развитие во всем мире представлений поведения дислокаций и их влияния на пластическую деформацию и разрушение металлов и сплавов. Его работы основывались на тезисах А. Х. Коттрелла и Б. А. Билби, внесших вклад в развитие теории дислокаций (1949). Параллельно П. Б. Хирш наблюдал дислокации в тонких металлических пленках с помощью электронного микроскопа. Эдвин Смит написал свою диссертацию после того, как покинул Шеффилд в сентябре 1955 года, и был удостоен степени доктора философии в 1957 году за тему «Непрерывное распределение дислокаций в деформированных металлах».

## Основные этапы жизни

### Промышленность
В 1955 году Смит присоединился к Отделу физической металлургии лаборатории исследований электротехнической промышленности в Олдермастоне. В течение 6 лет участвовал во многих экспериментальных исследованиях, среди которых водородное охрупчивание титановых сплавов, подвижность точечных дефектов в цирконии и титане, разрушение магниевых сплавов, используемых для ядерных топливных элементов Magnox, подвижность точечных дефектов в титане и цирконии. Исследователь остался недоволен своим пребыванием в Олдермастоне, считая, что работа была недостаточно сфокусированной и продуктивной. Однако именно здесь он встретил свою будущую жену – Патрицию Гейл.
В июле 1961 года Смит присоединился к Научно-исследовательской лаборатории Центрального совета по производству электроэнергии в Летерхеде, чтобы создать и возглавить отдел металлургической инженерии. Эдвин Смит создал отдел, наняв 12 научных работников, каждый из которых имел докторскую степень. Предполагалось, что основным направлением исследований будет изучение свойств сталей, используемых на электростанциях, однако Смит самостоятельно продолжил работу над моделями дислокаций пластического течения и разрушения на трещинах и выемках.
С марта по апрель 1968 года Смиту было предоставлено специальное разрешение на работу в Мемориальном институте Баттелла в Колумбусе, штат Огайо, где он работал над темами, представляющими интерес для обеих организаций. Это время открыло ему глаза на возможности международного сотрудничества, которое он позднее развил в своей карьере. После того, как исследователь вернулся в Англию, ему предложили должность профессора металлургии в Манчестерском университете.

### Преподавание
После того, как Смит переехал в Манчестер в октябре 1968 года, он, совместно с главой Научно-технологического института Манчестера предложил объединить два похожих направления, существовавших и в одном, и в другом учебных заведениях в новом здании. До слияния Университета и Научно-технологического института в 2004 году факультеты действовали как единое целое уже с 1975 года. До 2002 года их научная деятельность оценивалась как средняя, однако впоследствии, благодаря личному вкладу Эдвина Смита, их положение заметно улучшилось: за научные исследования была получена максимально возможная оценка – 5.
Эдвин Смит был административно ответственным за университетскую часть факультета в период с 1970 по 1988 годы, после досрочно ушёл на пенсию. Ему нравилось преподавать магистрантам. В разное время он читал курсы по механическим свойствам, ядерным материалам и механике разрушения для студентов-металлургов, а также по основным направлениям для студентов инженерных факультетов.

### Основные темы исследований
- Дислокационные модели, разрушение и пластическое течение

Характерной особенностью разработанных Смитом моделей являлось представление о релаксации напряжений на концах трещин посредством непрерывного распределения дислокационных матриц. Эти модели он применил в ряде работ, опубликованных в Трудах Королевского общества (Proceedings of the Royal Society), что привело к работе по оценке влияния геометрии компонентов и формы надреза на разрушение технических компонентов с использованием критерия смещения трещины для начала разрушения.
Исследователь считал, что его наиболее ценной работой была серия статей о клиновых трещинах, которые привели к работам о зарождении расщепляющих трещин и, в частности, влиянию частиц карбида второй фазы на хрупкое разрушение ферритных сталей.
Работа Эдвина Смита в этих областях использования дислокационных моделей нашла широкое применение для решения как микроскопических, так и макроскопических проблем разрушения. Всю работу он выполнял путём получения решений с помощью математического анализа без использования компьютеров. Однако его новаторская работа обеспечивала основу для других исследований уже с использованием компьютерные методов.
- Механизмы разрушения ядерных материалов

На протяжении всей своей карьеры Смит особенно интересовался вопросами безопасности и надежности, связанными с атомной промышленностью в Великобритании, США и Канаде. Большая часть его исследований была мотивирована этими проблемами. Он разработал методику прогнозирования скорости роста трещины при коррозии под напряжением, которая очень часто встречается при эксплуатации в условиях высоких напряжений, опираясь на подход, связанный с углом раскрытия вершины трещины.
Исследователь также показал, что системы трубопроводов имеют большой запас прочности в условиях аварийной нагрузки. Кроме того, проявлял особый интерес к объяснению влияния ограничивающих условий на реакцию при случайной нагрузке систем трубопроводов из нержавеющей стали. За статью, посвященную влиянию нелинейности ограничения на нестабильность окружной сквозной трещины в стенке системы трубопроводов он получил награду Американского общества машиностроения за выдающиеся работы в 2002 году.
- Смягчающие эластичные материалы

Исследователь приложил немало усилий для моделирования прочности и устойчивости к росту трещин для упругого размягчения и связки камней, бетона и других материалов на керамической основе, где трещина удерживается связками за кончики. Он дал количественную оценку влияния закона размягчения материала и геометрических параметров на характеристики разрушения этих типов материалов.

### Академическая карьера
С октября 1983 года по сентябрь 1985 года Смит был назначен деканом самого большого факультета в Манчестерском университете - факультета естественных наук. Таким образом, он был ответственен за академическое и финансовое управление различными дисциплинами. Среди них были естественные науки, математика, а также инженерные направления на факультете. В результате успешного выполнения своих обязанностей вице-канцлер (М.Х. Ричмонд) убедил исследователя взять на себя обязанности проректора университета. Эту должность Смит занимал с октября 1985 года до сентября 1988 года, после чего досрочно вышел на пенсию с полной занятостью в университете. Будучи проректором, Смит состоял во многих ключевых комитетах в структуре университета и возглавлял ряд из них. Он также являлся ключевым звеном между Университетом и Институтом науки и технологии и по-прежнему поддерживая свою научную деятельность на своем собственном факультете. Помимо всего прочего, он охотно выступал в качестве независимого внутреннего экзаменатора.

### Деятельность за рубежом и консультативная работа
Как до, так и после его досрочного ухода с поста в Манчестере, подход Теда заключался в тесном взаимодействии с промышленностью. Среди его промышленных контактов были:
- Олдермастон, бериллиевый проект (1969-1972);
- Пратт и Уитни, США, о механических свойствах высокопрочных сплавов (1973-1975);
- Научно-исследовательский институт электроэнергии, США, по широкому кругу проектов, связанных с использованием материалов в ядерных реакторах (1978–1993, часто проводя периоды по 3-4 месяца в год в Пало-Альто с сотрудниками НИИЭ);
- Центральная электростанция по вопросам трубопроводов в реакторе с водой под давлением PWR (1987);
- Управление атомной энергетикой Великобритании, по вопросам давления в трубах и целостности конструкции в парогенераторном реакторе на тяжелой воде SGHWR (1983-1993);
- Инспекция по ядерным установкам по циркониевым трубам под давлением (1988) и вопросам предотвращения трещин в сосудах под давлением (1992-1994);
- Rolls-Royce и партнеры по вопросам обороны (1994-1999).

Несмотря на его скептическое отношение к значению независимых консультативных комитетов, все же был членом Адмиралтейского консультативного комитета по конструкционным сталям в период с 1966 по 1968 годы, а также членом исследовательской группы Консультативного комитета по ядерной безопасности по целостности контуров давления в реакторах PWR и SGHWR с 1974 по 1983 год.
Кроме того, ученый был председателем Совета по исследовательским грантам (материаловедение и технические науки), а также Комитета по международным конференциям по грантам и краткосрочным визитам.

## Личная жизнь и интересы
Эдвин Смит любил спорт и был убежден, что участие в соревнованиях оказывает положительное влияние на другие сферы жизни. Он принимал участие во многих спортивных мероприятиях в Честерфилдской гимназии, включая крикет, регби, футбол, теннис и бокс. Также представлял школу в соревнованиях по крикету и футболу.
Кроме того, он проявлял интерес к скалолазанию и горной ходьбе, когда учился в университете, после чего у него возникло желание пробежать марафон, что он и сделал в апреле 1955 года. В период с 1955 по 1959 он пробежал 14 марафонов, причем лучшее время – 2 часа 47 минут. Когда он занял свой пост в Лезерхеде, то снова вернулся к игре в крикет и футбол. Следствием насыщенной спортивной жизни стало повреждение колена, но беспокойство по поводу медицинского вмешательства не позволило ему пройти курс лечения, поэтому у него осталась постоянная хромота. В последние годы он стал практически привязанным к дому, хотя оставался умственно активным.
Эдвин Смит встретил свою будущую жену, Патрицию, когда работал в Олдермастоне, где она была секретарем начальника отдела физической металлургии. Они поженились в церкви Святой Марии в Батс, Рединг, 15 марта 1958 года. Патриция оказывала значительную поддержку ученому, позволив ему сосредоточиться на исследованиях. Она была его личным водителем, потому как Смит не водил машину. Супруги много путешествовали вместе в связи с консультациями и конференциями, особенно в США и Канаде.
Эдвин Смит умер в 2010 году. После себя он оставил наследство Манчестерскому университету на неограниченный срок для учреждения премии «Тед и Пэт Смит». Фонд был создан для предоставления студентам стипендий в области машиностроения и научных исследований с предпочтением студентам, изучающих материалы.